# Abckiria

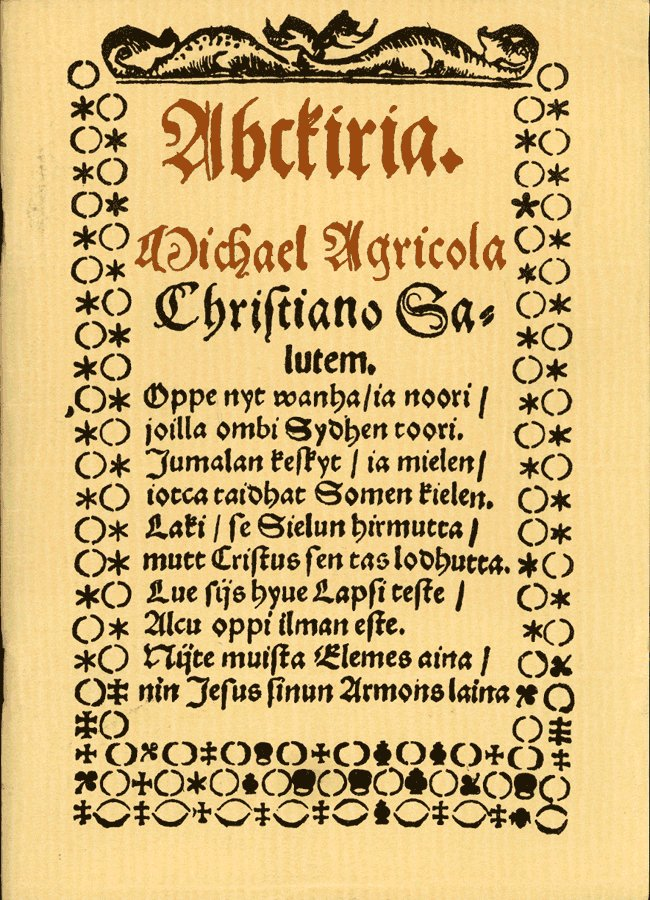
Abckirias första sida.

Abckiria (ibland stavat ABC-kiria, "ABC-kirja" på modern finska; på svenska "ABC-boken"), är den första boken som utgivits på det finska språket. Den skrevs av biskopen och reformatorn Mikael Agricola. Agricola skrev boken medan han arbetade på den första finska översättningen av Nya testamentet (som så småningom blev klar 1548 under namnet Se Wsi Testamenti). Första utgåvan trycktes 1543 på Själagårdsgatan i Stockholm.
Abckiria var en ABC-bok avsedd att lära ut grundläggande läsning och skrivning. Den innehåller alfabetet, några stavningsövningar, och katekesen (bland annat de tio budorden och Herrens bön). Den första upplagan hade 16 sidor. Andra upplagan, som utkom 1551, hade 24 sidor. Inga kompletta exemplar av dessa upplagor är kända, men det allmänna innehållet i boken kan härledas från de sidor som är kända.
I dag är kanske den mest kända delen i boken den inledande dikten:
Oppe nyt wanha / ia noori /

joilla ombi Sydhen toori.

Jumalan keskyt / ia mielen /

iotca taidhat Somen kielen.

Laki / se Sielun hirmutta / 

mutt Cristus sen tas lodhutta. 

Lue sijs hyue Lapsi teste / 

Alcu oppi ilman este. 

Nijte muista Elemes aina / 

nin Jesus sinun Armons laina.
Lär nu, gammal / och ung / 

som har ett friskt hjärta. 

Guds budord / och sinnet / 

den som finska språket behärska. 

Lagen / den förskräcker Själen /

men Kristus tröstar den åter.

Läs då gode barn här /

början av lärdom utan hinder. 

Dem erinra i Livet alltid /

så att Jesus lånar dig sin Nåd.